# 下韋拉帕斯省
下韋拉帕斯省（Baja Verapaz）是瓜地馬拉的一個省，位於該國中部。
面積3,124平方公里，2018年人口299,476人。首府薩拉馬。
下分8市。